# Heinz Weißmantel
Heinz Weißmantel (* 6. September 1934; † 9. November 2024) war ein deutscher Elektroingenieur und Hochschullehrer für elektromechanische Konstruktionen.

## Leben und Werk
Heinz Weißmantel wurde im Jahre 1976 an die Technische Hochschule Darmstadt (THD) berufen. Er vertrat das Fachgebiet Technologie der Feinwerktechnik. Entwurfsmethotik und Forschung auf dem Gebiet der Kleinmotoren waren sein Metier. Ein Schwerpunkt seiner Arbeit war das Design altersgerechter Elektrogeräte. Er war zeitweise Dekan und Prodekan im Fachbereich Elektrotechnik und Informationstechnik an der THD. Weißmantel war Gründungsmitglied und Ehrenvorsitzender des Alumni-Vereins EMKlub. 1999 wurde Weißmantel emeritiert. 
Heinz Weißmantel starb am 9. November 2024 im Alter von 90 Jahren. Am Montag, den 18. November 2024 wurde er auf dem Bessunger Friedhof (Grabstelle: B 185) beerdigt.

## Auszeichnungen
- 2013: Hessischer Hochschulpreis für Exzellenz

## Veröffentlichungen (Auswahl)
- Heinz Weißmantel: Schnell hochlaufende, drehzahlregelbare Kleinmotore für extrem hohe Impulsleistung, Dissertation, THD, Darmstadt 1971.
- Heinz Weißmantel und U, Schmitz: Die Bundesrepublik Deutschland als Standort für Produkt- und Prozeßentwicklung auf dem Gebiet der Feinwerktechnik und Elektromechanik, TH Darmstadt, Institut für Elektromechanische Konstruktion, Darmstadt 1988.
- Heinz Weißmantel, H. W. und A. Könekamp: Montage- und demontagegerechtes Konstruieren, THD Institut für Elektromechanische Konstruktion, Darmstadt 1995.
- Heinz Weißmantel und H. B.: Seniorengerechtes konstruieren SENSI, VDI-Verlag, Düsseldorf 1995, ISBN 3-183247011.
- Holger Biermann und Heinz Weißmantel: Regelkatalog SENSI-Geräte, 2. Auflage, THD Institut für Elektromechanische Konstruktion, Darmstadt 1997.
- Carsten Fräger, Wolfgang Amrhein, Heinz Weißmantel et al.: Kleinmotoren, Leistungselektronik, 5. Auflage, De Gruyter-Verlag, München 2020, ISBN 978-3110565324.